# Aphelocoma unicolor
Aphelocoma unicolor е вид птица от семейство Вранови (Corvidae).

## Разпространение
Видът е разпространен в Гватемала, Мексико, Салвадор и Хондурас.